# Frontière maritime

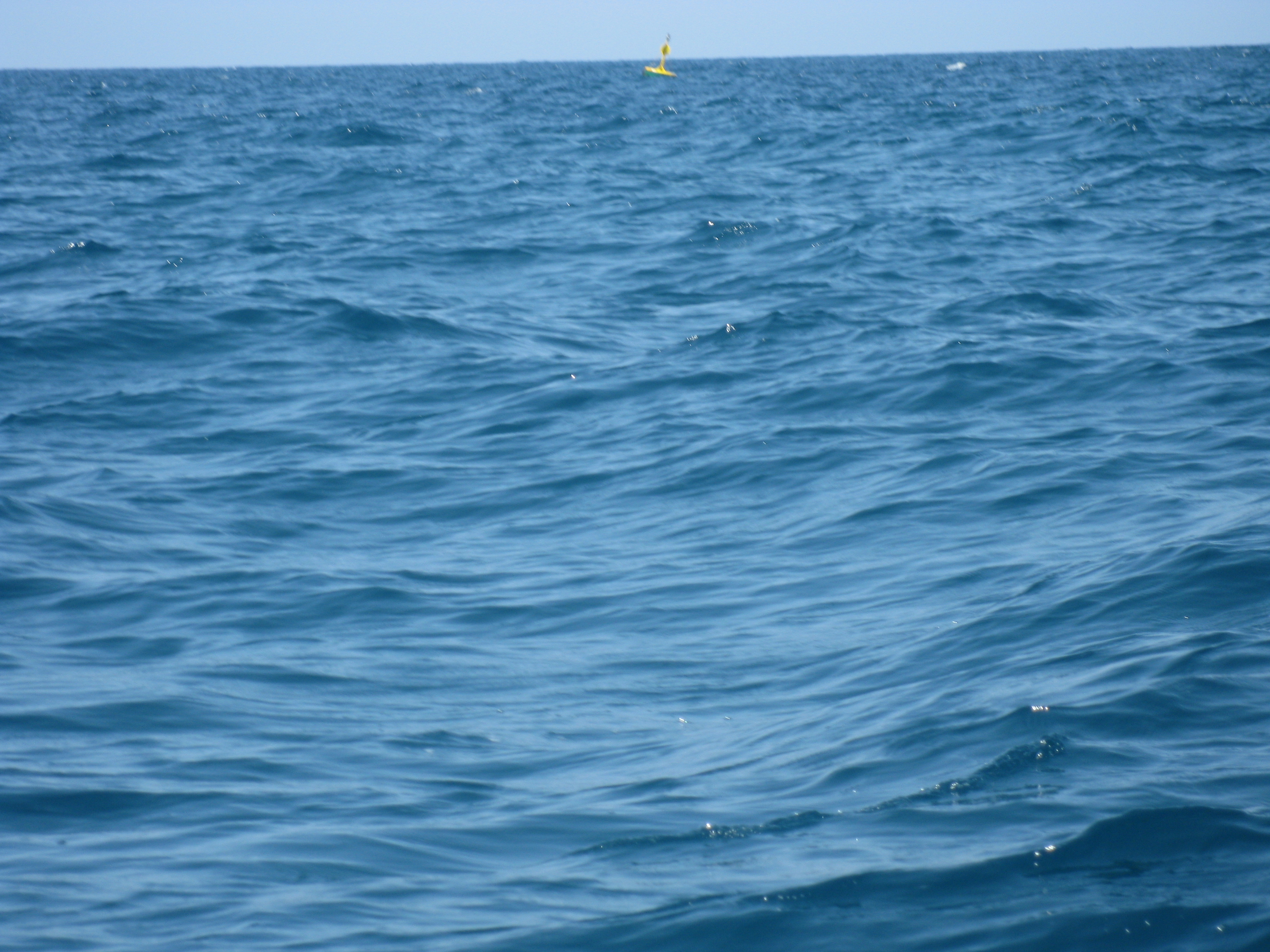
Frontière maritime de Rosh Hanikra, entre le Liban et Israël.

Une frontière maritime est une frontière délimitant, en mer, les territoires respectifs sur lesquels s'exerce la souveraineté de deux États. Souvent le prolongement d'une frontière terrestre atteignant une côte, elle définit les zones économiques exclusives auxquelles ces États peuvent prétendre, ce qui a des conséquences géostratégiques certaines. En effet, les ZEE permettent l'exploitation des ressources qu'elles couvrent, que ce soit par la pêche, l'exploitation minière ou autre.

## Historique des frontières maritimes
La capacité de l'homme à tirer profit de la mer en se déplaçant ou en l'exploitant a impliqué d'abord une volonté de domination géopolitique, puis un besoin d'en marquer les frontières. Ainsi durant des siècles, accords, alliances, batailles navales et/ou terrestres déterminaient l'appartenance des mers à tel ou tel État. Mais cela de façons arbitraire et variable. Il faut attendre le XVIIe siècle avec John Selden (Mare Clausum) pour que l'idée de frontière maritime émerge dans son acception  actuelle.

Ce n'est qu'en 1958 que quatre conventions des Nations unies viennent définir de façons juridiquement stable les droits et fonction attribués aux frontières maritimes. En 1960 une nouvelle conférence vient compléter ces définitions. Mais c'est surtout la Convention de Montego Bay (CMB) qui vient parachever tout ce qui entoure les frontières maritimes en 1982.

## Trois niveaux de frontières maritimes
(Les références données entre parenthèses sont celles des articles correspondants de la Convention des Nations unies sur le droit de la mer, dont le résumé est donné ci-après.)

### Territoire souverain
Indépendamment du droit de la mer, la souveraineté d'un État s'exerce sur son territoire (île ou continent), et sur ses eaux intérieures. Le droit de la mer part de la côte, qui rend nécessaire d'établir une limite entre le territoire terrestre souverain et le domaine maritime. Il faut signaler de façon générale l'étroite dépendance de la mer territoriale à l'égard du domaine terrestre : c'est la terre qui confère à l'État riverain un droit sur les eaux qui baignent ses côtes.
La notion de côte suppose qu'il existe un territoire à marée haute.
Pour une côte donnée, le territoire terrestre s'étend jusqu'à la laisse de basse mer, (§6) y compris pour les îles bordées de récif frangeant, ou des îles ou motus composant d'un atoll.
(§47.7) Les étendues d'eau entièrement incluses dans le territoire terrestre (cas notamment des atolls) sont considérées comme des eaux intérieures.
(§11) Les installations portuaires permanentes sont considérées comme faisant partie de la côte, mais pas les installations situées au large et les îles artificielles.
Les hauts-fonds découvrants situés au-delà de la laisse de basse mer associée à la côte relèvent normalement du domaine maritime, (§7.4) sauf s'ils portent un phare ou une installation similaire.

### Ligne de base
(§5) La ligne de base à partir de laquelle sont décomptées les distances définissant les frontières maritimes correspond par défaut à la laisse de basse mer. (§7.3) Le tracé de cette ligne de base ne doit pas s'éloigner sensiblement de la direction générale de la côte. (§7.3, §8.1) Les points situés en deçà de la ligne de base suivent le régime des eaux intérieures.
Cette ligne de base peut être raccourcie en tirant une ligne droite entre deux points, comme (§9) à l'embouchure des fleuves sans estuaires, (§10.2) à travers l'entrée d'une baie sous réserve que (§10.4) cette ouverture fasse moins de 24 milles marins.
(§13.1) Si la distance d'un récif découvrant à la côte est inférieure à la largeur de la mer territoriale, la ligne de base peut comprendre la laisse de basse mer de ce récif.

### Eaux archipélagiques
Un État archipel détermine ses eaux intérieures de la même manière qu'un État côtier. De plus, dans le cas d'un (§46.b) archipel, (§2.1) la souveraineté d'un État archipel s'exerce sur ses eaux archipélagiques.
(§47) La ligne de base d'un état archipel peut s'appuyer sur des îles éloignées, mais doit inclure ses principaux territoires ; l'intervalle entre deux îles ne doit généralement pas dépasser 100 milles marins, et (§47.1) la superficie des eaux archipélagiques doit représenter entre 50 % et 90 % de la superficie du territoire.
(§47.7) Les eaux intérieures comptent comme surface terrestre pour la détermination de cette limite.

### Eaux territoriales
La largeur des eaux territoriales est définie par l'État riverain.
(§3) Sur douze milles au plus à partir du tracés des côtes à la plus basse mer, la zone maritime est considérée comme territoire national.
S'exerce donc de la même façon droits et devoirs de l'État en question (contrôles, interdictions, droits d'entrées etc.).
(§12) Par extension, les rades qui ne seraient pas comptées comme baie intérieure font néanmoins partie des eaux territoriales.
(§33) Les contrôles de police maritime peuvent s'exercer dans une « zone contiguë » aux eaux territoriales, au plus jusqu'à 24 milles de la ligne de base.

### La ZEE
(§55) La ZEE (Zone économique exclusive) s'étend jusqu'à 200 milles des côtes. Sur cette zone, l'État peut exploiter et explorer les éléments qui s'y trouvent, sans contraintes ni obligations internes. Il n'a par contre qu'un pouvoir limité sur les navires qui s'y trouvent, et doit laisser le passage libre à tout navire. Les États sont libres de posséder une telle zone, cependant elle reste un facteur potentiel de puissance et de ressources.
(§121) Les « rochers », qui ne se prêtent pas à l'habitation humaine ou à une vie économique propre, n'ont pas de zone économique exclusive ni de plateau continental. Ils peuvent en revanche disposer d'eaux territoriales,.
La formulation négative définissant les « rochers » a pu être interprétée comme alternative « non (A ou B) » ou conjonctive « non A ou non B ». L'opinion de la Cour permanente d'arbitrage est que la différence entre les deux est en pratique faible, dans la mesure où la « vie économique propre » doit se comprendre comme sans relation avec le large. La cour n'a cependant pas considéré dans ses attendus le cas d'un lagon, constitué d'eaux intérieures susceptibles d'être économiquement exploitables en pisciculture, même si l'atoll par lui-même n'offre par ses motus qu'un abri insuffisant et des ressources économiques négligeables.
L'exigence relative à une habitation humaine ou une vie économique propre vise à préserver l'intérêt de populations locales, non à étendre les droits de pays souverains en l'absence d'une telle population. Dans cet esprit, lorsqu'il s'est agit d'arbitrer les limites de ZEE entre une côte peuplée et une petite île à moindre développement économique et humain, l'arbitrage en équité a toujours été d'accorder à la petite île des droits beaucoup moins étendus que ceux qui auraient découlé d'un partage purement géométrique sans pondération,.
D'autre part, si les « rochers » ne justifient pas par eux-mêmes une ZEE propre, ils restent juridiquement des « îles », qui peuvent le cas échéant être reliées à la ligne de base de la côte principale par des lignes de base droites. La limite de la ZEE associée à la côte principale est décomptée à partir de cette ligne de base, y compris quand la distance est calculée à partir de ces « rochers ». De ce fait, les nombreuses déclarations de ZEE faites par des états côtiers ne permettent pas de préjuger que les points d'appui de leur ligne de base ne présente pas, pour eux, un caractère de « rocher ».

### Les eaux internationales
Ces eaux constituent un bien public mondial, elles sont libres de circulation, et sous juridiction d'aucun État, elles renvoient au droit de la mer et la Haute mer.

### Problèmes liés à ces limites
De telles zones ne correspondent pas toujours à la réalité concrète, en effet dans bien des cas, notamment les détroits et les petites mers, ces zones se révèlent trop étendues pour pouvoir s'appliquer de façons stricte. De ce fait, elles sont réduites de façons proportionnelles à l'endroit en question. Le cas du détroit de la Manche en est une illustration.